# Georgi Alexandrowitsch Astachow
Georgi Alexandrowitsch Astachow (russisch Георгий Александрович Астахов; * 1897 in Kiew; † 14. Februar 1942 in Ust-Wym) war ein sowjetischer Diplomat.

## Leben
Astachow stammte aus einer adligen Familie und studierte an der Moskauer Universität. 1918 trat er der RKP (B) bei und war von 1918 bis 1920 Korrespondent der ROSTA in Berlin sowie Redakteur der Zeitung Kommunist. Anschließend trat er in das Volkskommissariat für Auswärtige Angelegenheiten (NKID) ein. Er wurde Leiter der Presseabteilung des NKID in Kaukasien und der Türkei, von 1924 bis 1925 war er Referent an der Botschaft in Deutschland. Von 1925 bis 1928 war er 1. Sekretär der Botschaft in Japan. Im September 1928 schloss er im Jemen den ersten Vertrag der Sowjetunion mit einem Land der arabischen Welt. Von 1928 bis 1929 war er Leiter der Abteilung Ferner Osten im NKID und zugleich stellvertretender Auslandsredakteur der Iswestija.
Von 1930 bis 1933 war Astachow Botschaftsrat in der Türkei, von 1934 bis 1935 in Großbritannien. Anschließend war er bevollmächtigter Vertreter des NKID in der Transkaukasischen SFSR sowie Leiter der Presseabteilung des NKID. 1937 wurde er Botschaftsrat in Deutschland und nach der Abberufung von Botschafter Alexei Merekalow Geschäftsträger der sowjetischen Botschaft in Berlin.
Astachow spielte eine wichtige Rolle in der Anbahnung des Hitler-Stalin-Pakts, als er im Juli 1939 nach München zum Tag der Deutschen Kunst eingeladen wurde und Hitler traf. Ende Juli wurden dann bei einem Abendessen mit Außenminister Ribbentrop die Weichen für den deutsch-sowjetischen Vertrag gestellt. Am 19. August 1939 wurde er überraschend abberufen und aus dem NKID entlassen. Er fand eine Anstellung im Museum der Völker des Ostens, wurde aber am 27. Februar 1940 verhaftet und im berüchtigten Moskauer Suchanowo-Gefängnis inhaftiert und mehrfach verhört. Er wurde im Juli 1941 wegen Spionage zu 15 Jahren Lagerhaft verurteilt und starb im Februar 1942 im Lager Ust-Wym in der ASSR der Komi. 1957 wurde er rehabilitiert.